# Bianco di Pitigliano
Il Bianco di Pitigliano è un vino DOC la cui produzione è consentita nel territorio dei comuni di Pitigliano e Sorano e in parte della provincia di Grosseto.

## Caratteristiche organolettiche
- colore: paglierino con riflessi verdolini.
- odore: delicato.
- sapore: asciutto, vivace, neutro, con fondo leggermente amarognolo, di medio corpo, morbido.

## Produzione
Provincia, stagione, volume in ettolitri
- Grosseto  (1990/91)  27.059,3
- Grosseto  (1991/92)  13.158,88
- Grosseto  (1992/93)  18.259,74
- Grosseto  (1993/94)  17.698,03
- Grosseto  (1994/95)  22.172,99
- Grosseto  (1995/96)  18.911,1
- Grosseto  (1996/97)  15.701,21